# Wald in Litauen

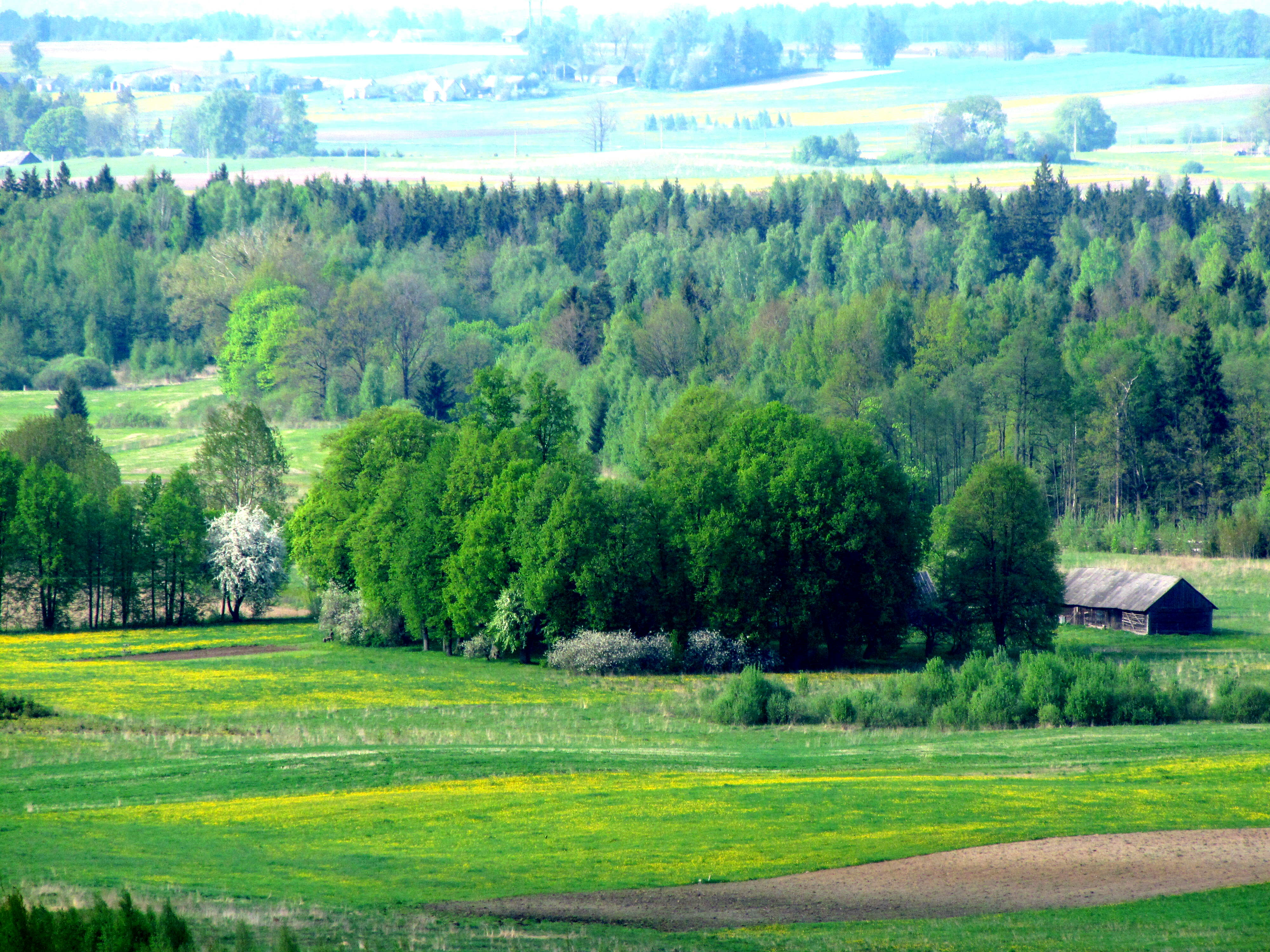
Wald um Naujoji Ūta bei Prienai

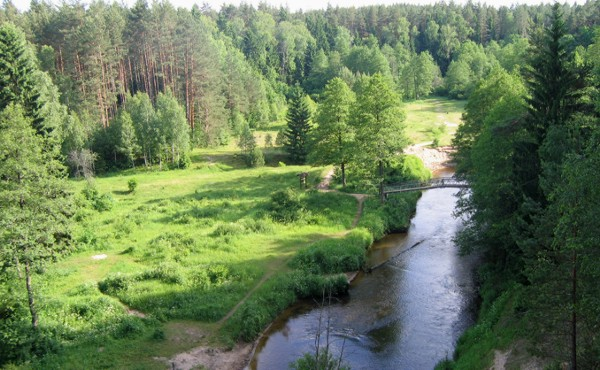
Forst Dainava

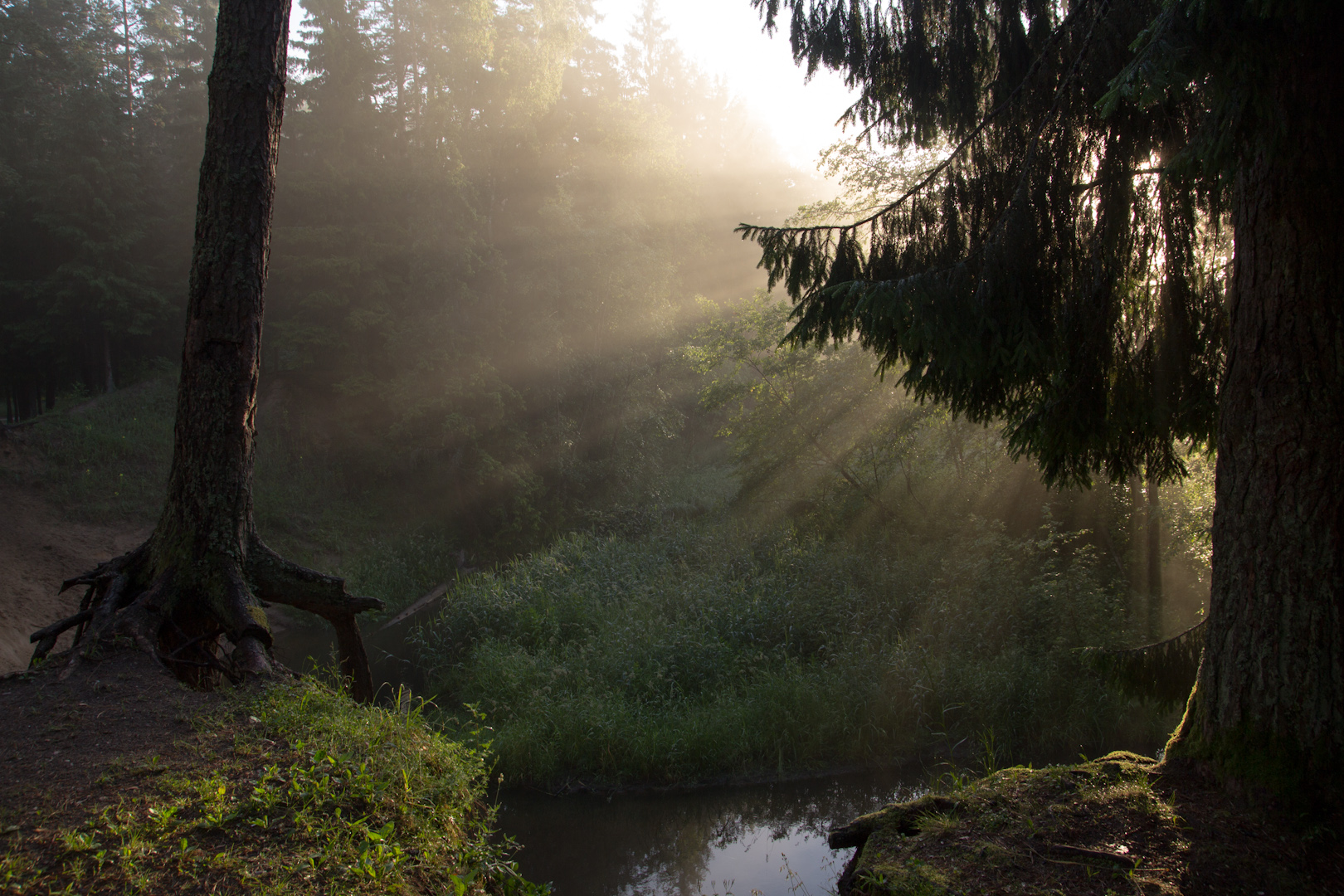
Bubiai-Padubysis-Wälder bei Šiauliai

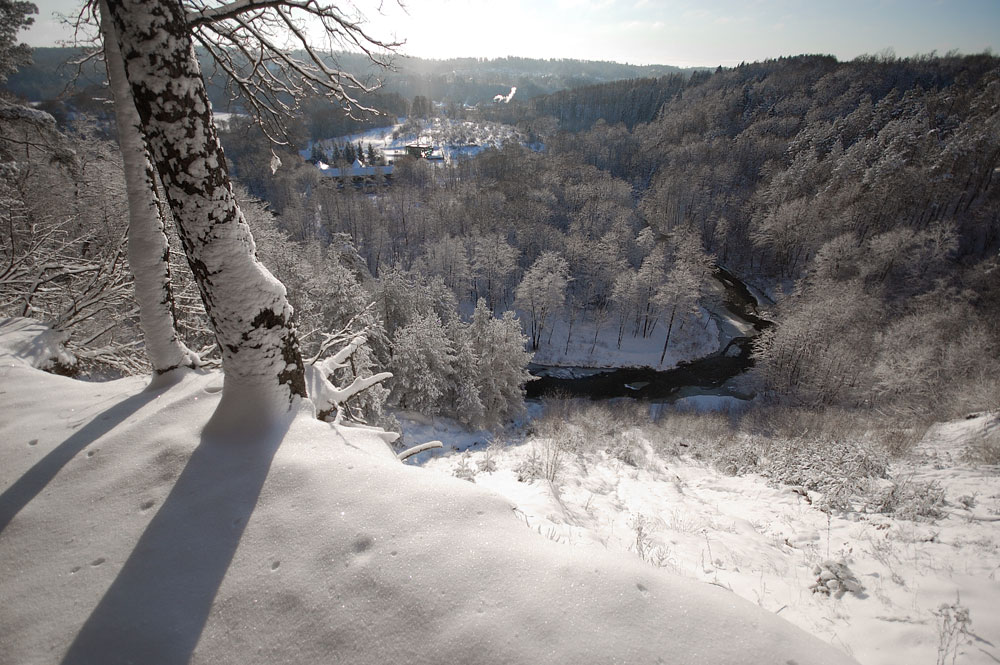
Regionalpark Pavilniai bei Pūčkoriai

Der Wald in Litauen umfasst mit 2,177 Millionen Hektar 33,3 Prozent der Gesamtfläche des Landes (2014). 

## Waldeigentum
Die ersten schriftlichen Daten über den Waldbesitz und das Eigentum erreichten von den Zeiten des litauischen Großfürsten Žygimantas Augustas (1520–1572). Nach dem Valakų-Gesetz von 1957 wurde der Wald als eine Form des Eigentums identifiziert. Die Privatwälder dominierten in Litauen bis zur  Landreform 1920. Die Privatwaldbesitzer hatten etwa 65 % Wälder des Landes. 
In Sowjetlitauen zählten 71 % Wälder zum staatlichen Waldbestand. Die Wälder der litauischen Kolchose bildeten 21,3 %, die der Staatsgüter 4,8 % und die Wälder der übrigen Verwalter 2,9 % (1961).
Von der litauischen Waldfläche sind 33,7 % Privatwald (717.200 ha), 49 % Staatswald (1051.200 ha) und 16,8 % Wald, reserviert für die Restitution nach früheren Eigentumsrechten vor der sowjetischen Okkupation (332.500 ha).

## Waldgruppen
In Sowjetlitauen teilte man die Wälder in zwei Gruppen. Zur ersten Gruppe gehörten die Schutzwälder (30 %) und zur zweiten Exploitationswälder (70 %). 
Heute sind die Wälder in vier Gruppen unterteilt:
- Gruppe I:  Reservatenwälder (1,6 % der gesamten Wälder)
- Gruppe II: Sonderzweck-Wälder (12,8 %), wobei:
  - Gruppe IIA: Wälder für Ökosystemschutz (davon 8,9 % Schutzgebiete-Wälder)
  - Gruppe IIB: Rekreationswälder (3,9 %)
- Gruppe III: Schutzwälder (15,2 %)
- Gruppe IV: Wirtschaftswälder (70,4 %)

## Nationalparks
- Nationalpark Aukštaitija
- Nationalpark Dzūkija
- Nationalpark Kurische Nehrung (Litauen)
- Nationalpark Trakai
- Nationalpark Žemaitija

## Regionalparks
In Litauen gibt es 30 Regionalparks. Sie wurden 1992 errichtet. Der größte ist Regionalpark Labanoras (553,43 km²) in Oberlitauen und der kleinste Regionalpark Pavilniai (20,1 km²) bei Vilnius.

## Politik und Verwaltung

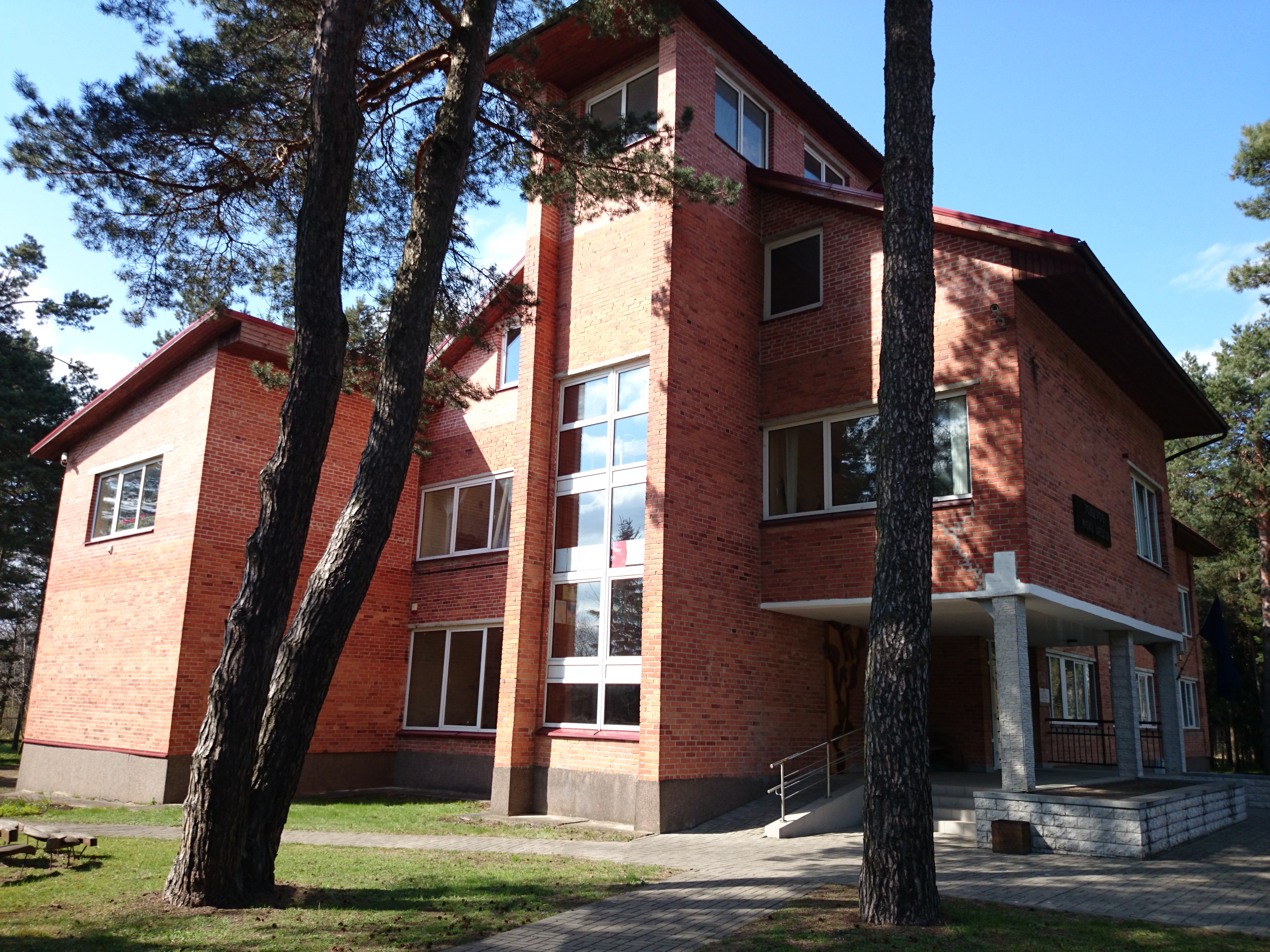
Oberförsterei Jonava

Bis 1998 gab es das Forstwirtschaftsministerium der Republik Litauen. Heute ist das Umweltministerium Litauens für die Forstwirtschaft und Forstpolitik in Litauen zuständig. Das Generalforstamt am Umweltministerium Litauens ist zuständig für die Betreuung von lokalen 42 Forstämtern (lit. miškų urėdija), in den bestimmten Waldflächen als staatliche Forstbetriebe und Forstverwaltungen tätig sind. Die zweite Forstbehörde Valstybinė miškų tarnyba  führt die Aufsichtskontrolle aus.

## Forstbehörden-Subordination
Umweltministerium Litauens
- Generalforstamt am Umweltministerium Litauens  
  - Oberförsterei (Forstamt, lit. Miškų urėdija), insgesamt 42 Oberförstereien
    - Försterei (Revierförsterei, lit. Girininkija), insgesamt 350 Förstereien (2015)[1]
      - Unterförsterei (lit. Eiguva), insgesamt 1.001 Unterförstereien, Stand 2006 (1922: etwa 2898)[2]

## Literatur

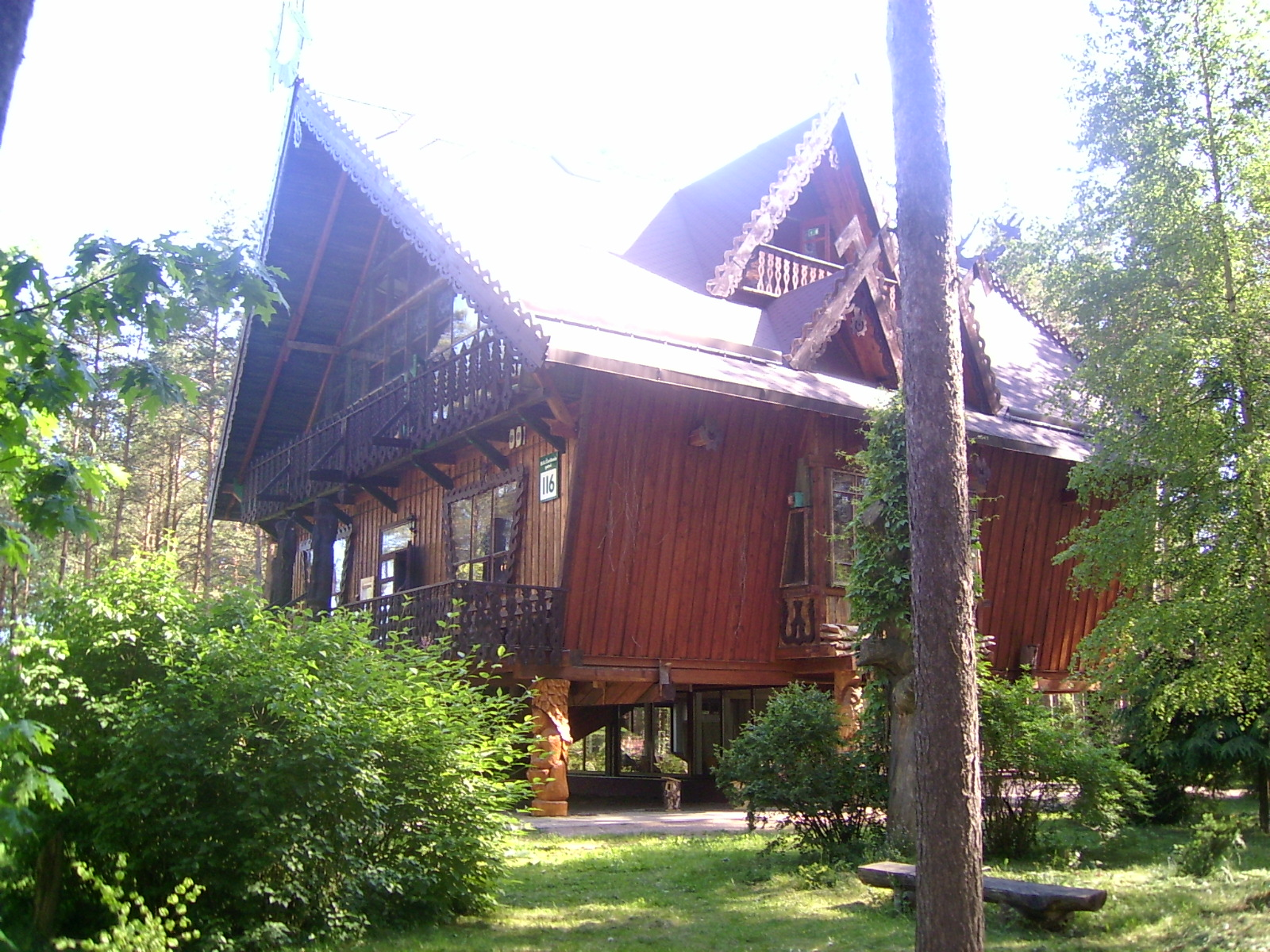
Waldmuseum Girios aidas in Druskininkai